# Bunt mas
Bunt mas (hiszp. La rebelión de las masas) – książka hiszpańskiego filozofa i socjologa José Ortegi y Gasseta opublikowana w 1929, najpierw jako seria artykułów w gazecie „El Sol”, a następnie w formie książkowej. W Polsce praca po raz pierwszy została wydana w zbiorze Bunt mas i inne pisma socjologiczne, wydanym w 1982 przez Państwowe Wydawnictwo Naukowe w serii „Biblioteka Socjologiczna”, w przekładzie Piotra Niklewicza ze wstępem Jerzego Szackiego. W pracy autor „stara się przedstawić przyczyny ekspansji człowieka masowego w regiony kultury wyższej czy polityki, zarezerwowanych dawniej dla elit”.

## Problematyka
Książka opisuje i analizuje sytuację społeczną w Europie na początku XX wieku, kiedy to do pełnej władzy doszły szerokie masy ludzkie, co świadczy, wg autora, o poważnym kryzysie społeczno-kulturalnym. Autor wprowadza pojęcie „masy”, które można odnosić do całego społeczeństwa, nie tylko do konkretnych klas społecznych. Ortega y Gasset pisze: „Masę stanowią ci wszyscy, którzy nie przypisują sobie jakichś szczególnych wartości – w dobrym tego słowa znaczeniu czy w złym – lecz czują się «tacy sami jak wszyscy» i wcale nad tym nie boleją, przeciwnie, znajdują [w tym] zadowolenie”. Przeciwstawia mu mniejszość, złożoną z ludzi nieprzeciętnych, rozwijających się, gotowych do poświęceń na rzecz społeczeństwa, twórczych lub bohaterskich altruistów. Tytułowe zbuntowane masy to ludzie, którzy korzystają z zastanego, nie stworzonego przez siebie systemu demokratycznego i nie zauważają, że nie jest on dany raz na zawsze, lecz wymaga pielęgnowania i rozwijania. Głównym problemem, zarysowanym przez autora, jest utrata funkcji kierowniczej we współczesnym społeczeństwie przez tę szczególnie predestynowaną do kierowania mniejszość. Jako przyczynę upatruje wprowadzenie demokracji liberalnej, choć, paradoksalnie, ustrój ten owa mniejszość sama wymyśliła i wprowadziła w życie. Mimo iż, zdaniem filozofa, jest to najlepszy system polityczny w dziejach ludzkości, ma tę wadę, że dopuszcza do gremiów decyzyjnych ludzi, którzy nie tylko są przeciętni, ale mając świadomość tego „mają czelność domagać się prawa do bycia przeciętnymi i banalnymi i do narzucania tych cech wszystkim innym”.
Głównym czynnikiem przyczyniającym się do dominacji „człowieka masowego” jest, wg filozofa, postęp techniczny i cywilizacyjny, dzięki którym ludzie odnieśli wrażenie, że osiągnięty dobrobyt jest naturalny. „Człowiek-masa zna lepiej technikę niż ludzie dawniej i brakuje mu czasu, by zająć się rozwojem własnej wrażliwości”. Nowy człowiek ceni rzeczy, nie pracę, która do zdobycia tych rzeczy prowadzi, nie czuje też wdzięczności dla przeszłych pokoleń za ich dokonania. „Masy nie liczą się z niczym poza sobą, dlatego nie interesują się wartościami kultury ani nie chcą im służyć”. Bunt mas potęgowany jest również przez niewłaściwie, egoistycznie postrzegane prawa człowieka, którym nie towarzyszy przyjęcie innych praw i obowiązków. Autor za największe zagrożenie współczesności uważa fakt, że masy owych przeciętnych wyborców przestały słuchać intelektualnych i moralnych autorytetów.
Ortega y Gasset krytykuje także takie ustroje, jak bolszewizm i faszyzm, określając je jako ideologie z gruntu „masowe”.

## Recepcja
Praca przyniosła autorowi światową popularność, została przetłumaczona na kilkanaście języków i jest uważana za jedno z najważniejszych dzieł myśli społecznej XX wieku. Ceniona przez psychologów i socjologów na całym świecie (...) „nieustannie pozostaje jednym z najbardziej wpływowych dzieł XX wieku”.